# 呂卓賢
呂卓賢（英語：Dicky Lui Cheuk Yin；1990年1月5日—），被馬迷暱稱為「賢仔」、「小卓」，是前香港賽馬會所屬見習騎師，曾跟隨練馬師姚本輝學藝。
在其見習騎師牌照不獲續牌後，他曾轉任為告達理馬房的策騎員，其後告達理馬房散倉後，轉任姚本輝馬房的高級策騎員，不定時活躍於從化馬場為馬匹進行試閘，2025/2026馬季接替黎志銘，成為丁冠豪副練。

## 在港策騎經歷
呂卓賢於2010年11月1日獲香港賽馬會安排到紐西蘭實習，跟隨練馬師石爾純學藝，期間他勝出22場頭馬。
呂卓賢於2012年7月被香港賽馬會召回，並獲牌照委員會發給出見習騎師牌照，并獲派隸屬練馬師姚本輝馬房學藝。
2012年9月8日，呂卓賢首次以見習騎師為身份於沙田馬場上陣，正式展開在港的策騎事業。呂卓賢於當日獲安排策騎「軍士」、「正白旗」及「健康藍莓」三匹坐騎。雖然呂卓賢於首日上陣未能取得任何勝仗，但仍交出不俗的成績，分別憑著「軍士」取得一席第二名位置及「正白旗」取得一席第三名位置的成績。呂卓賢之後繼續維持不錯的表現，上名率更一度超越50%。
2012年10月28日，呂卓賢於沙田馬場第11場賽事憑策騎姚本輝馬房的「正白旗」取得在港以來的首場頭馬勝利。
2013年6月8日，呂卓賢於沙田馬場先後憑策騎「添歡笑」及「友運行」勝出兩場頭馬，加上同日他憑策騎「宇宙駿駒」及「超綵」跑入第二名位置，最終他全日累積36分，以14分之差力壓潘頓，在港首度封「騎師王」。
2013年6月12日，呂卓賢再於沙田馬場先後憑策騎「金鹿」、「歡欣星」及「御鋒」勝出三場頭馬，加上於同日憑策騎「嘉駿之威」及「好主意」跑入第三名位置，令他全日累積44分，以4分之差力壓韋達），連續兩個賽馬日勝出「騎師王」。
2012至2013年度馬季，呂卓賢贏得23場頭馬勝利，以三場頭馬勝仗之差力壓吳嘉晉榮膺香港冠軍見習騎師殊榮。
2013至2014年度馬季，呂卓賢贏得16場頭馬，以兩場頭馬勝仗之差再次力壓吳嘉晉，成功蟬聯香港冠軍見習騎師殊榮。
2015年3月18日，呂卓賢憑策騎姚本輝馬房的「財神駕到」勝出在港第45場頭馬，使他日後在一般讓磅賽事獲減至讓5磅優惠。
2014至2015年馬季，呂卓賢因多次涉及不小心策騎而遭停賽，後來更被香港賽馬會提出警告，即使其停賽期已滿，亦禁止他復出。2015年7月10日，呂卓賢被牌照委員會召見，結果他不獲續牌。呂卓賢於此季贏得7場頭馬，在港累積46場頭馬，其策騎生涯最後一場頭馬憑策騎告達理馬房的「陽明囍囍」取得。
2025年6月27日，他獲香港賽馬會牌照委員會發出助理練馬師牌照，准許他於2025/2026年度馬季起獲擢升為丁冠豪馬房的助理練馬師。

## 主要勝出賽事
香港
- 獅威啤酒挑戰盃 - (1) - 愛寶駒 (2013)
- 怡和挑戰盃 - (1) - 橫掃千軍 (2013)
- 聖安度挑戰碟 - (1) - 江山如畫 (2013)
- 香港賽馬會社群盃 - (1) - 智勇福駿 (2014)
- 香港傷健策騎協會盃 - (1) - 御鋒 (2014)

## 成就
- 香港冠軍見習騎師 - (2) - (2012-2013年度馬季、2013-2014年度馬季)

## 在港策騎成績
| 年度        | 冠 | 亞 | 季 | 殿 | 第五 | 出賽次數 | 所贏獎金（港元） | 備註                            |
| ----------- | -- | -- | -- | -- | ---- | -------- | ---------------- | ------------------------------- |
| 2012 - 2013 | 23 | 20 | 25 | 23 | 10   | 279      | $ 19,819,450     | 策騎首季 (香港冠軍見習騎師得主) |
| 2013 - 2014 | 16 | 25 | 24 | 28 | 21   | 312      | $ 17,041,625     | 第2季 (香港冠軍見習騎師得主)    |
| 2014 - 2015 | 7  | 11 | 10 | 11 | 13   | 167      | $ 7,493,850      | 第3季                           |
| 總計        | 46 | 56 | 59 | 62 | 44   | 758      | $ 44,354,925     |                                 |

## 在港策騎資料
|                      | 日期           | 賽事                      | 場地 | 馬場     | 馬名   | 練馬師 | 名次 | 獨贏賠率 |
| -------------------- | -------------- | ------------------------- | ---- | -------- | ------ | ------ | ---- | -------- |
| 初出賽               | 2012年9月8日   | 第四班 - 1400米           | 草地 | 沙田馬場 | 軍士   | 賀賢   | 2    | 17       |
| 首勝利               | 2012年10月28日 | 第二班 - 1400米           | 草地 | 沙田馬場 | 正白旗 | 姚本輝 | 1    | 10       |
| 級際賽初出賽         | 2013年10月1日  | 三級賽 - 1400米（國慶盃） | 草地 | 沙田馬場 | 將男   | 告東尼 | 2    | 16       |
| 級際賽首勝利         | —              | —                         | —    | —        | —      | —      | —    | —        |
| 一級賽初出賽         | —              | —                         | —    | —        | —      | —      | —    | —        |
| 一級賽首勝利         | —              | —                         | —    | —        | —      | —      | —    | —        |
| 四歲系列經典賽初出賽 | —              | —                         | —    | —        | —      | —      | —    | —        |
| 四歲系列經典賽首勝利 | —              | —                         | —    | —        | —      | —      | —    | —        |

## 外部連結
- 呂卓賢（页面存档备份，存于）

1. ↑  . 香港賽馬會. 2025-06-27  [2025-06-27].